# Fung Ching-Hei
Heylie Fung Ching-Hei (chinesisch 馮靖晞, Pinyin Féng Jìngxī, Jyutping Fung4 Zing6hei1, kantonesisch Fung Ching-hei; * 12. März 2003 in Hongkong) ist eine Squashspielerin aus Hongkong.

## Karriere
Fung Ching-Hei spielte 2018 erstmals und seit 2022 regelmäßig auf der PSA World Tour. Auf dieser gewann sie bislang zwei Titel. Dieser Titelgewinn gelang ihr in ihrer ersten vollständigen Saison 2022/23, als sie sich im September 2022 in Hobart den Titel nach einem Finalsieg gegen ihre Landsfrau Cheng Nga-Ching sicherte. Ihre beste Platzierung in der Weltrangliste erreichte sie mit Rang 83 am 27. November 2023.
Mit der Hongkonger Nationalmannschaft belegte sie 2019 bei den Juniorinnen bei den Weltmeisterschaften den dritten Platz. Bei den Aktiven debütierte Fung für die Hongkonger Auswahl anlässlich der World Games 2022 in Birmingham, Alabama. In der Auftaktrunde schied sie dort gegen Emilia Soini aus. 2023 vertrat Fung Hongkong erstmals bei den Asienmeisterschaften im Einzel und erreichte bei diesen das Achtelfinale. Gegen Satomi Watanabe unterlag sie in diesem mit 0:3.

## Erfolge
- Gewonnene PSA-Titel: 2